# Ivan Roháľ-Iľkiv
Ivan Roháľ-Iľkiv (16. února 1917 Lukov – 3. února 2002 Bratislava) byl československý politik ukrajinské národnosti (respektive rusínské národnosti), poslanec Prozatímního Národního shromáždění za Ukrajinskou národní radu Prjaševčiny a poslanec Slovenské národní rady a Nár. shromáždění ČSR za Komunistickou stranu Slovenska (respektive KSČ).

## Biografie
Roku 1937 složil maturitu na reálném gymnáziu v Prešově. V letech 1937–1942 studoval práva, nejprve na Univerzitě Karlově v Praze, po uzavření českých vysokých škol pokračoval v studiích na univerzitě v Bratislavě. Roku 1942 pracoval jako úředník ve Slovenské národní bance, od roku 1942 do roku 1944 byl úředníkem v úřadu pro zásobování v Bratislavě.
V letech 1945-1946 byl poslancem Prozatímního Národního shromáždění za Ukrajinskou národní radu Prjaševčiny. V parlamentu setrval do parlamentních voleb v roce 1946. Na základě výsledků parlamentních voleb roku 1946 byl zvolen do Slovenské národní rady.
Ve volbách roku 1948 byl zvolen do Slovenské národní rady. Zároveň se ve volbách do Národního shromáždění roku 1948 vrátil do celostátního zákonodárného sboru. Nyní jako komunistický poslanec zvolený ve volebním kraji Prešov. Setrval zde do prosince 1949, kdy se vzdal mandátu. Jako náhradník místo něj nastoupil František Haduch.
V březnu 1945 se podílel na vzniku Ukrajinské národní rady. Byl tehdy zvolen jejím generálním tajemníkem. Po únorovém převratu roku 1948 se zapojil do mocenského boje v Ukrajinské národní radě, v níž v září 1948 jako zástupce komunistického křídla obvinil funkcionáře okolo Vasila Karamana z buržoazního nacionalismu kvůli jejich požadavkům na politickou autonomii Ukrajinců na Slovensku. Roháľ-Iľkiv byl pak pověřen provést transformaci a faktickou likvidaci Ukrajinské národní rady. Jako funkcionář Ukrajinské národní rady se podílel rovněž na persekucích řeckokatolické církve a násilném zavádění pravoslaví na severovýchodním Slovensku. V roce 1950 je uváděn jako předseda Ukrajinské národní rady.